# Taling Chan
Taling Chan (thailändisch ตลิ่งชัน) ist einer der 50 Khet (Bezirke) in Bangkok, der Hauptstadt von Thailand. Taling Chan ist ein Vorstadt-Distrikt im Westen des Stadtgebiets.

## Geographie
Taling Chan wird im Norden begrenzt vom Khlong Mahasawat (คลองมหาสวัสดิ์), im Osten vom Khlong Bangkok Noi (คลองบางกอกน้อย) und vom Khlong Bangkok Yai (คลองบางกอกใหญ่), im Süden vom Khlong Bang Chueak Nang (คลองบางเชือกหนัง) und im Westen von der Western Outer Ring Road (Thanon Kanchanapisek, ถนนกาญจนาภิเษก).
Die benachbarten Bezirke sind im Uhrzeigersinn von Norden aus:  Amphoe Bang Kruai der Provinz Nonthaburi und die Distrikte Bang Phlat, Bangkok Noi, Bangkok Yai, Phasi Charoen, Bang Khae, und Thawi Watthana.

## Sehenswürdigkeiten
- Taling Chan Floating Market wird jedes Wochenende von 8:30 Uhr bis 16:00 Uhr auf dem Khlong Chak Phra (คลองชักพระ) abgehalten. Von den Booten werden die Produkte der Umgebung verkauft, wie Früchte, Gemüse und Fisch. Traditionelle thailändische Musik wird von 11:00 Uhr bis 14:00 Uhr live dargeboten. Die Idee zu diesem schwimmenden Markt stammt vom ehemaligen Gouverneur von Bangkok General Chamlong Srimuang, der im Jahre 1987 zu Ehren von König Bhumibols 60. Geburtstag hier eine neue Attraktion einrichten wollte. Denn die schwimmenden Märkte, ein traditioneller Way of Life in Thailand, sind aus dem heutigen Bangkoker Leben völlig verschwunden.

## Bildung
Im Bezirk Taling Chan befindet sich der Campus der insbesondere auf Kunst spezialisierten Silpakorn-Universität.

## Verwaltung

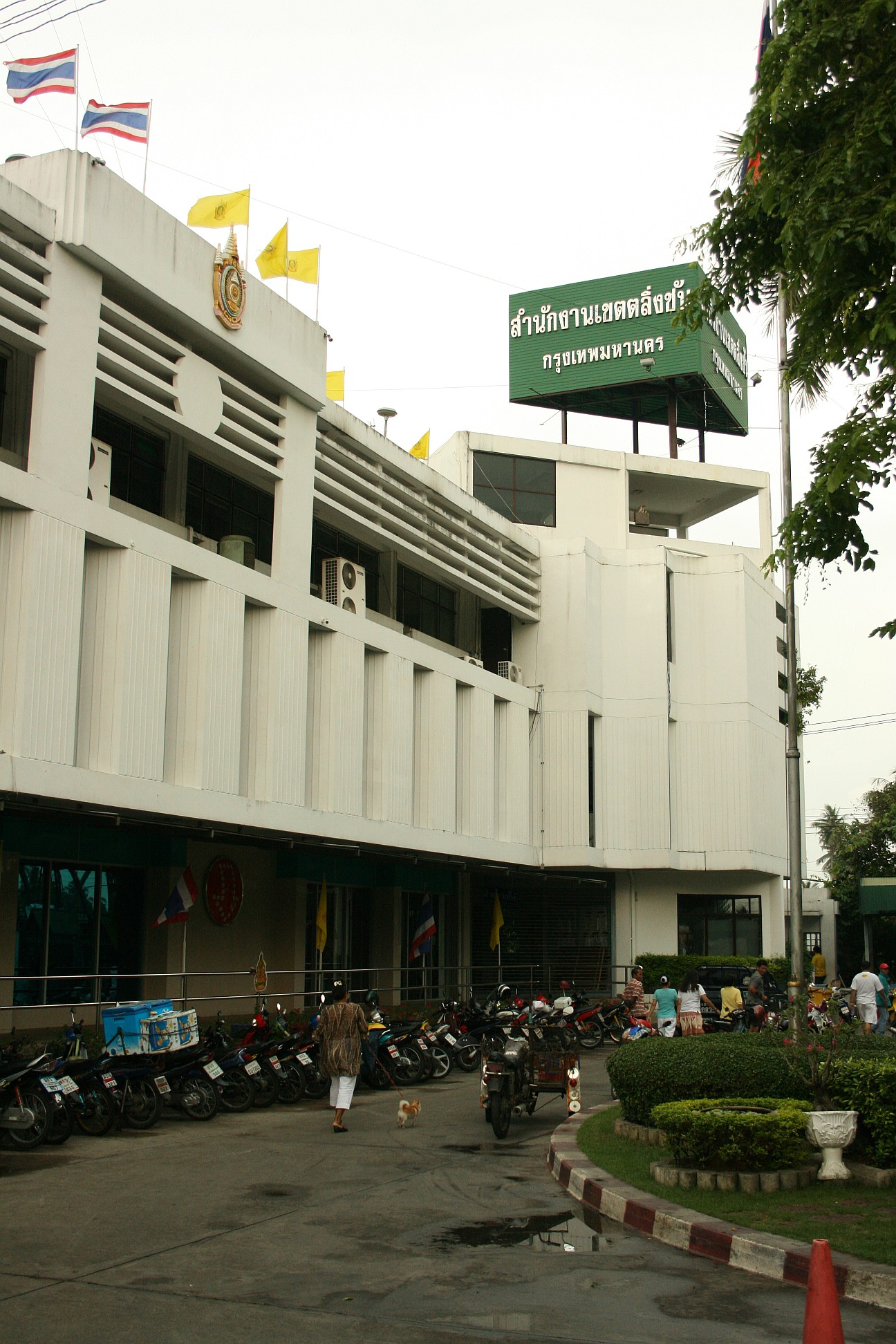
Bezirks-Verwaltung

Der Bezirk ist in sechs Unterbezirke (Khwaeng) gegliedert:
| Nr. | Name             | Thai       | Einw.  |
| --- | ---------------- | ---------- | ------ |
| 1.  | Khlong Chak Phra | คลองชักพระ  | 10.828 |
| 2.  | Taling Chan      | ตลิ่งชัน      | 26.130 |
| 3.  | Chimphli         | ฉิมพลี       | 24.609 |
| 4.  | Bang Phrom       | บางพรม     | 14.069 |
| 5.  | Bang Ramat       | บางระมาด   | 19.220 |
| 6.  | Bang Chueak Nang | บางเชือกหนัง | 11.336 |